# جفرسون ولی (نیویورک)
جفرسون ولی (به انگلیسی: Jefferson Valley) یک منطقهٔ مسکونی در ایالات متحده آمریکا است که در شهرستان وستچستر، نیویورک واقع شده‌است. جفرسون ولی ۱۸٫۱ کیلومتر مربع مساحت و ۱۴٬۱۴۲ نفر جمعیت دارد.